# Capilla del Robo
La Capilla del Robo, Iglesia del Robo, El Robo, oficialmente nombrada Capilla de Jerusalén, es un centro católico de Quito construido en el siglo XVII como un acto de expiación por el robo sacrílego del sagrario de la Iglesia del Monasterio de Santa Clara. El lugar escogido fue la quebrada Ullaguanga-yacu o quebrada de los Gallinazos, en el Centro Histórico, por haberse encontrado ahí parte de las reliquias sustraídas.

## Historia
El 19 de enero de 1649, la Iglesia de Santa Clara sufre el robo de un baúl en el que se encontraban el Santísimo Sacramento, un vaso de plata, dos hostias grandes y otras de menor tamaño.
En la mañana siguiente, las monjas clarisas se ponen en búsqueda de lo robado, hallando solamente el baúl y las hostias pequeñas en un rincón de la quebrada de los Gallinazos, rincón que se encontraba a unos metros del Convento de Santa Clara.
El acto delincuencial fue tomado por los quiteños como merecimiento de castigo por parte de Dios, por lo cual empezaron a hacer demostraciones de fe y reparaciones religiosas, asemejando el lugar del crimen a una nueva Jerusalén, pues consideraban que Jesucristo sufrió otra pasión debido al sacrilegio. De esta interpretación religiosa surgió el nuevo nombre para la quebrada, que pasaría a ser conocida como Jerusalén, nombre que también sería utilizado para la capilla ha construirse.
Meses después, los culpables fueron encontrados, y entre sus confesiones dijeron que el lugar donde habían las monjas encontrado parte de lo robado empezó a temblar.   
El obispo Agustín de Ugarte y Saravia ordenó que se levante una capilla justamente en el sitio en donde fueron recuperadas las pocas reliquias religiosas. La edificación original, al ser precaria, fue derruida al poco tiempo con el objetivo de reconstruirla. La Capilla de Jerusalén, nombre con la que fue bautizada, se financió gracias a los devotos.

## Galería

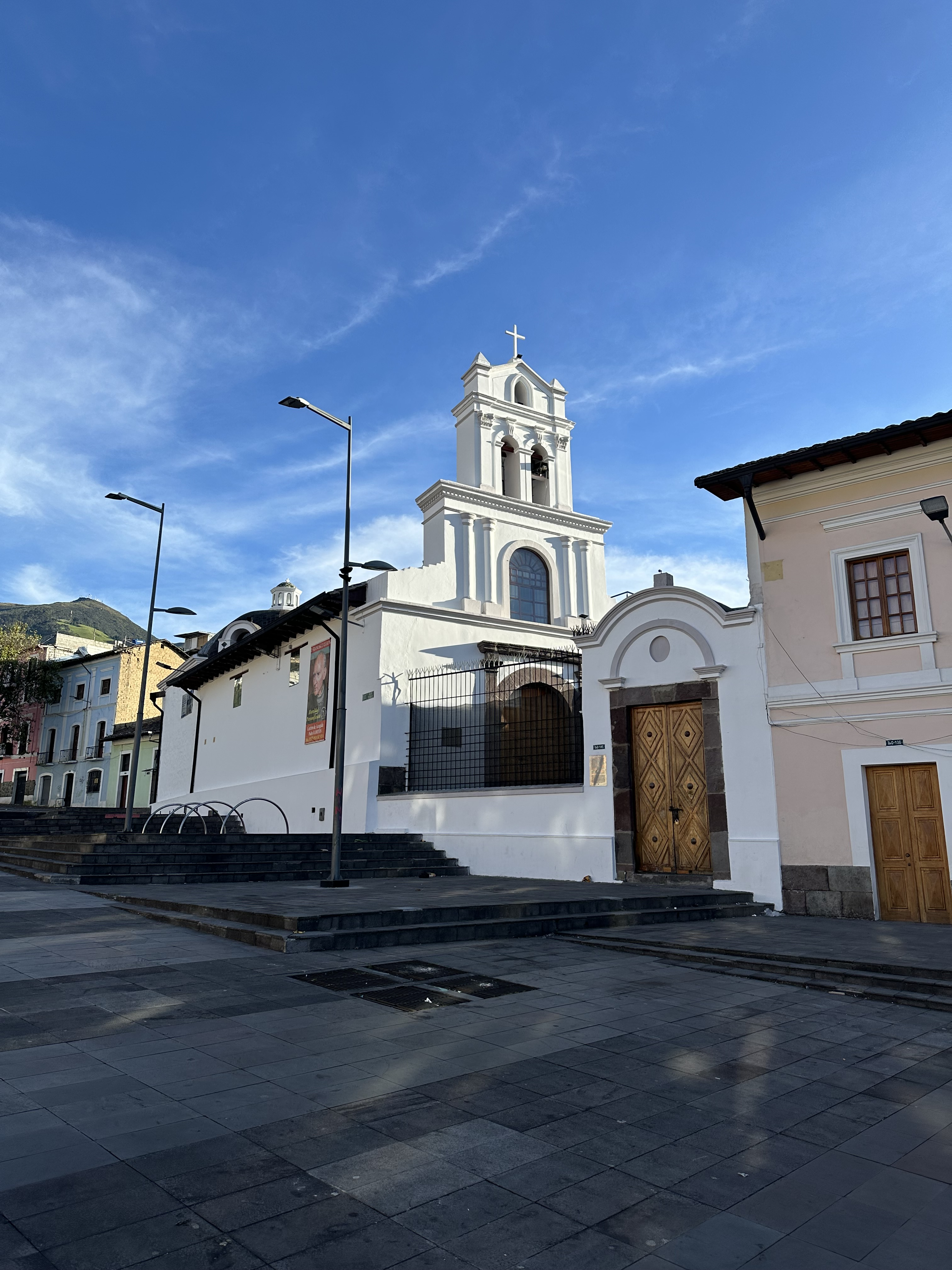
La Capilla del Robo